# Rutger Hauer
Rutger Oelsen Hauer (Breukelen, Utrecht, 1944. január 23. – Beetsterzwaag, Frízföld, 2019. július 19.) Golden Globe-díjas holland színész.
Paul Verhoeven fedezte fel, és több korai holland filmjében foglalkoztatta. Az 1980-as évek elején Hauer Hollywoodban dolgozott. Ahogyan nőtt filmjeinek mennyisége, úgy esett vissza a minőségük: az 1990-es évektől kezdve a színész leginkább alacsony költségvetésű és felejthetőbb akció-, illetve kalandfilmek főhőseként volt látható. Ennek ellenére a 2011-es A Heineken-emberrablás című holland filmmel kivívta a kritikusok elismerését.

## Pályafutása

### A kezdetek
Amszterdamban nevelkedett. 15 éves korában megszökött otthonról, és egy évig a fedélzetet takarította egy teherszállító hajón. Hazatérése után több szakmával is próbálkozott. Dolgozott villanyszerelőként és ácsként, miközben egy esti iskolában színművészetet tanult. Három évvel később egy amatőr színtársulat tagja lett. Öt évig volt a társulat tagja, mígnem 1969-ben megkapta a Floris című kalandfilmsorozat címszerepét. Floris egy Robin Hoodhoz vagy Ivanhoe-hoz hasonlatos középkori hős volt, kalandos történetei izgalmat, humort és az akkori mérce szerint sok erőszakot tartalmaztak. A 12 részes sorozatot egy ígéretes fiatal rendező, Paul Verhoeven forgatta. Hauer és Verhoeven az első perctől remekül megértették egymást, és nyilvánvaló volt, hogy fognak még együtt dolgozni.

### A holland sztár

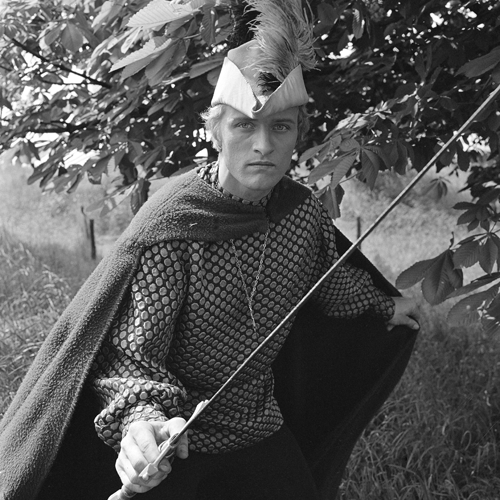
Floris szerepében 1969-ben

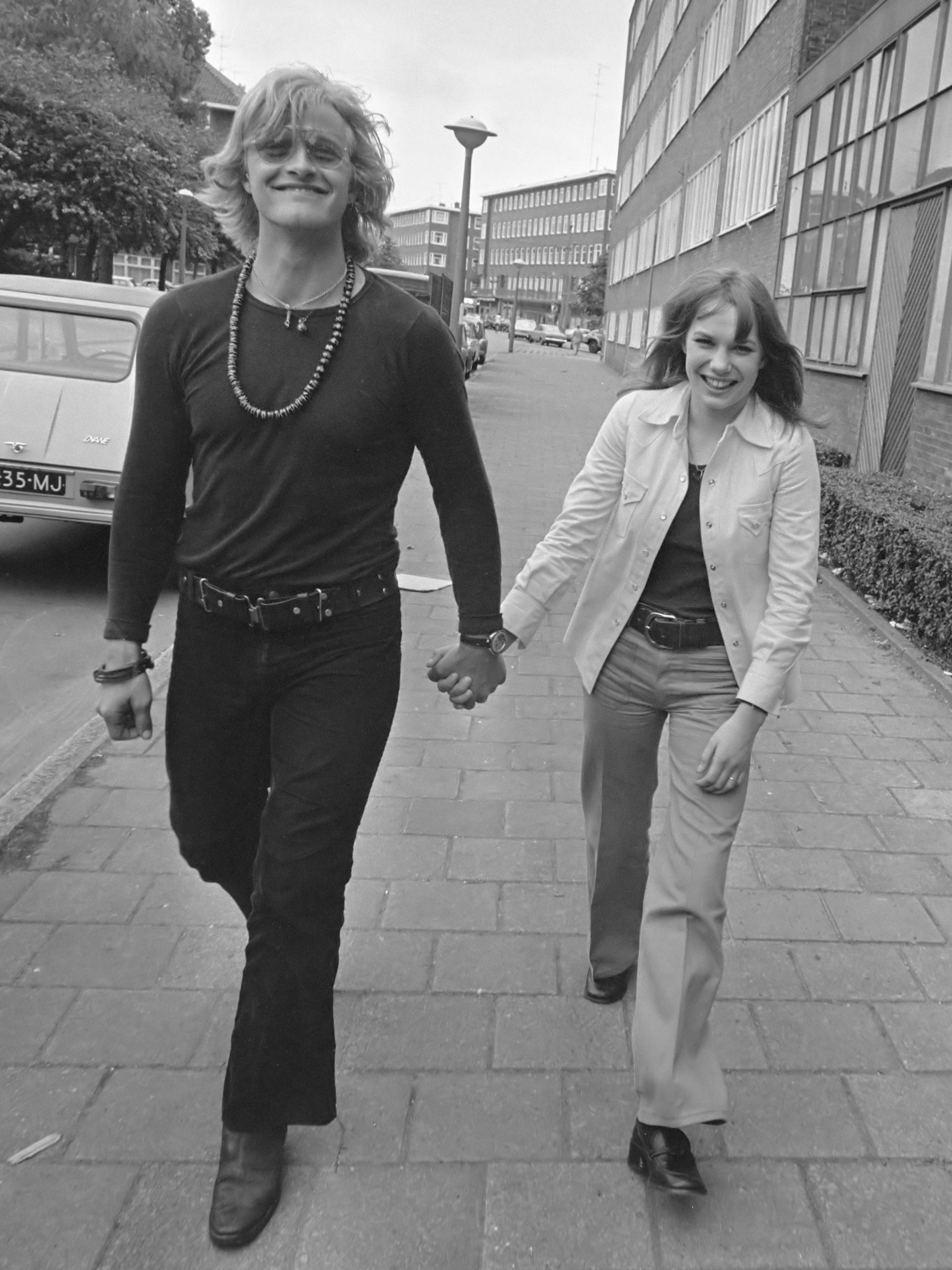
A Török gyümölcs két főszereplője: Rutger Hauer és Monique van de Ven (1972. június 7.)

Négy évvel később Verhoeven Török gyümölcs (1973) címmel forgatott filmet Jan Wolkers kultikus regényéből. Erik, a szobrász szerepét bízta Hauerre. Az élvhajhász férfi megismerkedik az életvidám, kicsit infantilis Olgával: egymásba szeretnek, ám a lány anyja ellenzi kapcsolatukat. A tragikus szerelmi történetben Hauer és partnernője, Monique van de Ven ragyogó alakítást nyújtottak. Verhoeven rendezése friss volt és merész, főleg ami az erotikus jeleneteket illette. Hauer később bevallotta, hogy némi nehézséget okoztak számára ezek a képsorok, mivel alapvetően szemérmes alkat, de megbízott Verhoevenben, és tudta, hogy a filmhez a provokatív képsorok is nélkülözhetetlenek. A Török gyümölcs világszerte nagy feltűnést keltett, és a külföld is érdeklődni kezdett Hauer iránt. Ennek egyik jele volt, hogy folytatást rendeltek a Florishoz, ami közben Nyugat-Európában is népszerű lett. A Floris von Rosemund epizódjait javarészt Magyarországon forgatták (Verhoeven nélkül), de nálunk akkor még ismeretlen volt az új holland filmcsillag. A Wilby-összeesküvés az apartheiddel foglalkozó melodramatikus hangvételű film volt, melyben Michael Caine és Sidney Poitier játszották a fontosabb szerepeket. Verhoeven 1975-ben Forró verejték címmel egy 19. században játszódó drámát forgatott egy nincstelen lány felemelkedéséről, és az egyik kisebb szerepet Hauerre bízta. A Futás az életért (1977) című kalandos elemekben bővelkedő, második világháborús témájú alkotásában ismét a főszerepet osztotta felfedezettjére. Igaz, eleinte ő is kételkedett abban, hogy pártfogoltja vajon el tudja-e játszani ezt a korábbi szerepeitől jócskán eltérő figurát. Hauer Gerrit Witkampot, a sikeres motorversenyzőt alakította Verhoeven egyik legvitatottabb filmjében, a Spettersben (1980).
Közben másokkal is filmezett. A Max Havelaar volt az első munkája, amely Magyarországra is eljutott. A Rejtélyekben és a Pastorale 1943-ban (mindkettő 1978-ból) egyaránt híres honfitársnője, Sylvia Kristel volt a partnere. A goethei hangvételű Rejtélyekben egy szerencsétlen sorsú férfit alakított, aki hiába vágyik a Kristel játszotta szépasszony szerelmére, és végül öngyilkos lesz. A Pastorale 1943-ban – amelyet négyrészes tévésorozatként is bemutattak – egy náci érzelmű szereplőt formált meg.

### Hollywoodi sikerek
Hauer első hollywoodi filmje a Fantom az éjszakában (1981) volt, melyben Sylvester Stallone ellenfelét, a veszedelmes terroristát, Wulfgart játszotta. Ezután Ridley Scott kultikus sci-fijében kapott szerepet Harrison Ford partnereként: a Szárnyas fejvadász (1982) Philip K. Dick egyik műve alapján készült. Játszott Sam Peckinpah utolsó filmjében, Az Osterman-hétvége (1983) című thrillerben. Ezt követően két középkori témájú kalandfilmben vállalt szerepet. Az első, Richard Donner Sólyomasszony (1984) című alkotása romantikus húrokat pengetett. A rendező eredetileg a negatív figurát osztotta Hauerre, mire ő lemondta a szerepet, ezért végül rábízták a szerelmes főhős megformálását. Verhoeven holland–amerikai koprodukcióban készült fantasyje, a Hús és vér (1985) a sötét középkor kegyetlen világát eleveníti meg rendkívül érzékletesen, bőségesen adagolva a címben szereplő húst és vért. Hauer partnernője Jennifer Jason Leigh volt, akivel együtt játszott Az országút fantomja (1986) című nyomasztó thrillerben is. A '80-as évek egyik legemlékezetesebb sikerfilmjében Hauer egy pszichopata autóstoppost alakított, aki kegyetlen gyilkosságokat követ el, a gyanút pedig arra a fiatalemberre próbálja terelni, akinek sikerült megmenekülnie tőle. Figyelemre méltóak olaszországi szereplései is. Ermanno Olmi A szent iszákos legendája (1988) című drámájában egy szerencsétlen alkoholista férfit formált meg, akit halála megakadályoz abban, hogy lerója becsületbeli adósságát a templomnak. Lina Wertmüller Egy holdfényes éjszakán (1989) című alkotásában egy halálosan beteg férfit alakított olyan jeles színésznők partnereként, mint Nastassja Kinski, Faye Dunaway és Dominique Sanda. Nagy siker volt Magyarországon is a Vak végzet (1989) című akciófilm, amelyben Hauer egy világtalan vietnámi veteránt játszott, aki segít egy kisfiúnak édesapja megtalálásában.

### A munkamániás
Az 1990-es évektől kezdve Hauer főleg kis költségvetésű, nem túl nagy igényű, futószalagon készült akciófilmek és tévés thrillerek sztárja lett. E produkciók egy része eleve el sem jutott a mozikba, hanem rögtön videón kerültek forgalomba. A magyar közönség is láthatta szinte mindegyiket, sőt például az Őrült Stone, avagy 2008 a patkány éve (1992) hazánkban is szűk, de lelkes rajongótábort mondhat magáénak. Az új évezredben Hauer néhány jelentősebb amerikai filmben is felbukkant – Egy veszedelmes elme vallomásai (2002), Sin City – A bűn városa (2005), Batman: Kezdődik! (2005) –, sőt sikeres tévésorozatokban is foglalkoztatták.

## A filmvilágon túl
Hauer nem csak a mozivásznon volt aktív, hanem a közéletben is. Lelkes környezetvédőként részt vett a Greenpeace-mozgalomban, és alapítvánnyal támogatta az AIDS elleni küzdelmet. 1985-ben másodszor nősült, feleségével haláláig boldogan éltek. Első házasságából született lánya, Aysha ugyancsak a színi pályát választotta.

## Magánélete és halála
Hauer környezetvédő volt. Támogatta a Sea Shepherd Conservation Society-t, és tagja volt annak tanácsadó testületének. Emellett létrehozott egy AIDS-ellenes szervezetet is, a Rutger Hauer Starfish Association-t. 2007 áprilisában jelent meg önéletrajzi könyve; All Those Moments: Stories of Heroes, Villains, Replicants, and Blade Runners (Patrick Quinlannal közösen írta), amelyben számos színészi szerepéről beszélt. A könyvből származó bevételt a Rutger Hauer Csillagászati Egyesület kapja.
Hauer kétszer volt házas. Első feleségével, Heidi Merzzel kötött házasságából született egyetlen gyermeke, Aysha Hauer (szül. 1966) színésznő, aki 1987-ben adott életet Hauer unokájának. 1968 óta volt együtt második feleségével, Ineke ten Cate-tel, akivel 1985. november 22-én zártkörű szertartáson házasodtak össze. Bár Hauer Utrechtben született, mégis erős szálak fűzték Frízföldhöz: Második felesége Laurens ten Cate, a frízföldi Leeuwarder Courant című újság főszerkesztőjének lánya volt, és Hauer egyszer az Algemeen Dagbladnak adott interjújában azt nyilatkozta, hogy " szüksége van arra, hogy a frízföldi földet a lába alatt érezze".
Hauer 2019. július 19-én hunyt el beetsterzwaagi otthonában, rövidebb betegség után. 75 éves volt. Zártkörű temetési szertartást tartottak július 24-én. 2020. január 23-án, amely Hauer 76. születésnapja lett volna, Beetsterzwaagban ünnepséget tartottak a tiszteletére. A rendezvényen részt vett többek között Sharon Stone, Miranda Richardson, Diederik van Rooijen és Pieter-Christiaan van Vollenhoven herceg.

## Filmográfia

### Film
Posztumusz megjelenés
| Év   | Magyar cím                             | Eredeti cím                                 | Szerep                            | Magyar hang          |
| ---- | -------------------------------------- | ------------------------------------------- | --------------------------------- | -------------------- |
| 1969 |                                        | Monsieur Hawarden (törölt jelenetek)        | ismeretlen szerep                 |                      |
| 1973 |                                        | Repelsteeltje                               | Király                            |                      |
| 1973 | Török gyümölcs                         | Turks Fruit                                 | Eric Vonk                         |                      |
| 1974 |                                        | Das Amulett des Todes                       | Chris                             |                      |
| 1974 |                                        | Pusteblume                                  | Rick                              |                      |
| 1974 | A Wilby összeesküvés                   | The Wilby Conspiracy                        | Blane Van Niekerk                 |                      |
| 1975 | Forró verejték                         | Keetje Tippel                               | Hugo                              | Rosta Sándor         |
| 1975 |                                        | Het jaar van de kreeft                      | Pierre                            |                      |
| 1976 |                                        | Max Havelaar                                | Duclari                           |                      |
| 1977 | Futás az életért                       | Soldaat van Oranje                          | Erik Lanshof                      |                      |
| 1978 |                                        | Pastorale 1943                              | August Schultz                    |                      |
| 1978 | Rejtelmek                              | Mysteries                                   | Johan Nagel                       | Balkay Géza          |
| 1979 | A Nő szürkületben                      | Femme entre chien et loup                   | Adriaan                           |                      |
| 1979 | Zsarubőrben                            | Grijpstra & De Gier                         | Rinus de Gier                     | Széles László        |
| 1980 |                                        | Spetters                                    | Gerrit Witkamp                    |                      |
| 1981 | Fantom az éjszakában                   | Nighthawks                                  | Heymar "Wulfgar" Reinhardt / Eric | Hegedűs D. Géza      |
| 1981 | Fantom az éjszakában                   | Nighthawks                                  | Heymar "Wulfgar" Reinhardt / Eric | Trokán Péter         |
| 1981 | Fantom az éjszakában                   | Nighthawks                                  | Heymar "Wulfgar" Reinhardt / Eric | László Zsolt         |
| 1981 | A magányos Chanel                      | Chanel Solitaire                            | Étienne Balsan                    | Juhász György        |
| 1982 | Szárnyas fejvadász                     | Blade Runner                                | Roy Batty                         | Ujréti László        |
| 1982 | Szárnyas fejvadász                     | Blade Runner                                | Roy Batty                         | Balázsi Gyula        |
| 1982 | Szárnyas fejvadász                     | Blade Runner                                | Roy Batty                         | Felföldi László      |
| 1982 | Szárnyas fejvadász                     | Blade Runner                                | Roy Batty                         | Fekete Ernő          |
| 1983 | Az Osterman-hétvége                    | The Osterman Weekend                        | John Tanner                       | Forgács Gábor        |
| 1983 | Heuréka                                | Eureka                                      | Claude Maillot Van Horn           | Rátóti Zoltán        |
| 1984 | A sólyomszigeti küldetés               | A Breed Apart                               | Jim Malden                        | Hankó Attila         |
| 1984 | A sólyomszigeti küldetés               | A Breed Apart                               | Jim Malden                        | Háda János           |
| 1985 | Sólyomasszony                          | Ladyhawke                                   | Etienne Navarre kapitány          | Balázsovits Lajos    |
| 1985 | Sólyomasszony                          | Ladyhawke                                   | Etienne Navarre kapitány          | Berzsenyi Zoltán     |
| 1985 | Sólyomasszony                          | Ladyhawke                                   | Etienne Navarre kapitány          | Csernák János        |
| 1985 | Hús és vér                             | Flesh and Blood                             | Martin                            | Szabó Sipos Barnabás |
| 1985 | Hús és vér                             | Flesh and Blood                             | Martin                            | Kálid Artúr          |
| 1985 | Hús és vér                             | Flesh and Blood                             | Martin                            | Makranczi Zalán      |
| 1986 | Az országút fantomja                   | The Hitcher                                 | John Ryder                        | Blaskó Péter         |
| 1987 | fejvadász                              | Wanted: Dead or Alive                       | Nick Randall                      | Mihályi Győző        |
| 1988 | A szent iszákos legendája              | The Legend of the Holy Drinker              | Andreas Kartak                    |                      |
| 1989 | Vak végzet                             | Blind Fury                                  | Nick Parker                       | Helyey László        |
| 1989 |                                        | In una notte di chiaro di luna              | John Knott                        |                      |
| 1989 | A hősök vére                           | The Blood of Heroes                         | Sallow                            | Németh Gábor         |
| 1989 | A hősök vére                           | The Blood of Heroes                         | Sallow                            | Vass Gábor           |
| 1989 | A Broadway vérszopói                   | Bloodhounds of Broadway                     | "Az agy"                          | Koroknay Géza        |
| 1991 | A sivatag hercege                      | Desert Law                                  | Tom Burton                        | Balázsi Gyula        |
| 1991 | A sivatag hercege                      | Desert Law                                  | Tom Burton                        | Rosta Sándor         |
| 1991 | Bilincsbe verve                        | Wedlock                                     | Frank Warren                      | Felföldi László      |
| 1991 | Bilincsbe verve                        | Wedlock                                     | Frank Warren                      | Vass Gábor           |
| 1991 | Éjféli őrjöngés                        | Past Midnight                               | Ben Jordan                        | Szakácsi Sándor      |
| 1992 | Őrült Stone, avagy 2008 a patkány éve  | Split Second                                | Harley Stone                      | Vass Gábor           |
| 1992 | Buffy, a vámpírok réme                 | Buffy the Vampire Slayer                    | Lothos                            | Barbinek Péter       |
| 1993 | Ördögkatlan                            | Arctic Blue                                 | Ben Corbett                       | Gáti Oszkár          |
| 1994 | Játssz a túlélésért                    | Surviving the Game                          | Thomas Burns                      | Ujréti László        |
| 1994 | Nostradamus                            | Nostradamus                                 | A titokzatos szerzetes            | Papp János           |
| 1994 |                                        | The Beans of Egypt, Maine                   | Reuben Bean                       |                      |
| 1994 | Tűréshatáron túl                       | Blood of the Innocent                       | Dr. Lem                           | Varga T. József      |
| 1995 | A fércember                            | Mr. Stitch                                  | Dr. Rue Wakeman                   | Blaskó Péter         |
| 1996 | Végtelen világok                       | Crossworlds                                 | Alex "A.T."                       | Barbinek Péter       |
| 1996 | Az univerzum kincse                    | Precious Find                               | Armond Crille                     | Barbinek Péter       |
| 1997 | A mennyország kapujában                | Knockin' on Heaven's Door                   | Curtiz                            | Borbiczki Ferenc     |
| 1997 | Terror a stadionban                    | Blast                                       | Leo                               |                      |
| 1997 | A világvége után                       | Omega Doom                                  | Omega Doom                        | Barbinek Péter       |
| 1997 | Hemoglobin                             | Bleeders                                    | Dr. Marlowe                       | Papp János           |
| 1997 | Túl az életen                          | Deathline                                   | John Anderson Wade                | Hankó Attila         |
| 1997 | Mesterségük a halál                    | Bone Daddy                                  | William H. Palmer                 | Koroknay Géza        |
| 1999 | A sátán mágusa                         | Simon Magus                                 | Albrecht gróf                     |                      |
| 1999 | Technoterror                           | New World Disorder                          | David Marx nyomozó                | Kristóf Tibor        |
| 1999 | Harc az öböl felett                    | Tactical Assault                            | John "Doc" Holiday százados       | Haás Vander Péter    |
| 2000 |                                        | Partners in Crime                           | Gene Reardon                      |                      |
| 2000 |                                        | Wilder                                      | Dr. Sam Dennis Charney            |                      |
| 2001 | Gyilkos tétlenség                      | Lying in Wait                               | Keith Miller                      | Fülöp Zsigmond       |
| 2001 |                                        | The Room (rövidfilm)                        | Harry                             |                      |
| 2001 |                                        | The Last Words of Dutch Schultz (rövidfilm) | Dutch Schultz (hangja)            |                      |
| 2001 | Légörvény 3.                           | Turbulence 3: Heavy Metal                   | MacIntosh pilóta                  | Vass Gábor           |
| 2001 | Darázsfészek                           | Flying Virus                                | Ezekial ezredes                   | Berzsenyi Zoltán     |
| 2002 |                                        | I banchieri di Dio                          | Paul Marcinkus                    |                      |
| 2002 | Perzselő nap                           | Scorcher                                    | Nelson elnök                      | Papp János           |
| 2002 | Dühös Angyal                           | Warrior Angels                              | Grekkor                           | Vass Gábor           |
| 2002 | Egy veszedelmes elme vallomásai        | Confessions of a Dangerous Mind             | Keeler                            | Vass Gábor           |
| 2004 |                                        | In the Shadow of the Cobra                  | Gallo                             |                      |
| 2004 |                                        | Tempesta                                    | Van Beuningen                     |                      |
| 2004 |                                        | Camera ascunsa                              | Sebastian                         |                      |
| 2005 | Sin City – A bűn városa                | Sin City                                    | Patrick Henry Roark bíboros       | Barbinek Péter       |
| 2005 | Batman: Kezdődik!                      | Batman Begins                               | William Earle                     | Barbinek Péter       |
| 2005 | Drakula 3. – Az örökség                | Dracula III: Legacy                         | Drakula gróf                      |                      |
| 2005 | Kémek háborúja                         | Zerkalnie voyni: Otrazhenie pervoye         | rejtélyes férfi                   |                      |
| 2006 | Vadászat a Sas Egyre                   | The Hunt for Eagle One                      | Frank Lewis tábornok              | Rosta Sándor         |
| 2006 | Minotaur                               | Minotaur                                    | Cyrnan                            | Áron László          |
| 2006 |                                        | Mentor                                      | Sanford Pollard                   |                      |
| 2006 |                                        | The Hunt for Eagle One: Crash Point         | General Frank Lewis               |                      |
| 2007 | Góóól! 2.                              | Goal! 2: Living the Dream...                | Rudi Van Der Merwe                | Barbinek Péter       |
| 2007 | Szívatós szívesség                     | Moving McAllister                           | Maxwell McAllister                | Vass Gábor           |
| 2007 | Szívatós szívesség                     | Moving McAllister                           | Maxwell McAllister                | Barbinek Péter       |
| 2007 | Hetvenöt                               | Dead Tone                                   | John Criton nyomozó               | Balázsi Gyula        |
| 2008 |                                        | Magic Flute Diaries                         | Dr. Richard Nagel                 |                      |
| 2008 |                                        | Bride Flight                                | Old Frank de Rooy                 |                      |
| 2009 |                                        | Barbarossa                                  | I. Frigyes császár                |                      |
| 2010 |                                        | Happiness Runs                              | Insley                            |                      |
| 2011 |                                        | Spoon                                       | Victor Spoon                      |                      |
| 2011 | Koldus puskával                        | Hobo with a Shotgun                         | névtelen hobó                     |                      |
| 2011 | Malom és kereszt                       | The Mill and the Cross                      | Pieter Bruegel                    |                      |
| 2011 | A rítus                                | The Rite                                    | Istvan Kovak                      | Barbinek Péter       |
| 2011 |                                        | Black Butterflies                           | Abraham Jonker                    |                      |
| 2011 |                                        | Alle for én                                 | Mr. Niemeyer                      |                      |
| 2011 | A Heineken-emberrablás                 | De Heineken Ontvoering                      | Alfred Heineken                   | Ujréti László        |
| 2011 | A kartondoboz falu                     | Il Villaggio di Cartone                     | Il Sacrestano                     |                      |
| 2011 |                                        | The Reverend                                | Withstander                       |                      |
| 2012 | Dracula 3D                             | Dracula 3D                                  | Abraham Van Helsing               |                      |
| 2012 |                                        | Life's a Beach                              | Jean-Luc                          |                      |
| 2012 |                                        | Agent Ranjid rettet die Welt                | Freek Van Dyk                     |                      |
| 2013 |                                        | Real Playing Game                           | Steve Battier                     |                      |
| 2013 | A jövő                                 | Il Futuro                                   | Maciste                           |                      |
| 2014 |                                        | Unity (dokumentumfilm)                      | narrátor (hangja)                 |                      |
| 2014 |                                        | 2047 – Sights of Death                      | Asimov ezredes                    |                      |
| 2014 |                                        | The Letters                                 | Benjamin Praggh atya              |                      |
| 2015 | A Skorpiókirály 4. – Harc a hatalomért | The Scorpion King 4: Quest for Power        | Zakour király                     | Barbinek Péter       |
| 2015 | Az admirális                           | Michiel de Ruyter                           | Maarten Tromp                     | Barbinek Péter       |
| 2016 |                                        | Beyond Valkyrie: Dawn of the 4th Reich      | Oskar Halminski                   |                      |
| 2017 |                                        | Drawing Home                                | Carl Rungius                      |                      |
| 2017 |                                        | Gangsterdam                                 | Dolph Van Tannen                  |                      |
| 2017 | Valerian és az ezer bolygó városa      | Valerian and the City of a Thousand Planets | Elnök                             | Barbinek Péter       |
| 2017 | 24 óra a halálig                       | 24 Hours to Live                            | Frank                             | Barbinek Péter       |
| 2018 |                                        | Corbin Nash                                 | idegen                            |                      |
| 2018 | Sámson                                 | Samson                                      | Mánóah                            | Barbinek Péter       |
| 2018 | Testvérlövészek                        | The Sisters Brothers                        | A parancsnok                      |                      |
| 2018 |                                        | The Sonata                                  | Richard Marlowe                   |                      |
| 2019 | A sárkánypecsét rejtélye               | Viy 2: Journey to China                     | nagykövet                         |                      |
| 2020 |                                        | Break                                       | Ray                               |                      |
| TBA  |                                        | Tonight at Noon                             | Diego                             |                      |
| TBA  |                                        | Emperor                                     | John                              |                      |

## Fontosabb díjak és jelölések
| Év                               | Díj  | Kategória                                                                   | Jelölt mű                        | Eredmény |
| -------------------------------- | ---- | --------------------------------------------------------------------------- | -------------------------------- | -------- |
| Szaturnusz-díj                   | 1983 | legjobb férfi mellékszereplő                                                | Szárnyas fejvadász (1982)        | Jelölve  |
| Golden Globe-díj                 | 1988 | Golden Globe-díj – legjobb férfi mellékszereplő (minisorozat vagy tévéfilm) | Szökés Sobiborból (1987)         | Elnyerte |
| Golden Globe-díj                 | 1995 | Legjobb férfi főszereplő (minisorozat vagy tévéfilm)                        | A Harmadik Birodalom (1994)      | Jelölve  |
| Seattle Nemzetközi Filmfesztivál | 1989 | Legjobb férfi alakítás                                                      | A szent iszákos legendája (1988) | Elnyerte |
| Sant Jordi-díj                   | 1990 | legjobb külföldi színész                                                    | A szent iszákos legendája (1988) | Jelölve  |
| Párizsi Filmfesztivál            | 2001 | Legjobb rövidfilm                                                           | The Room                         | Elnyerte |

### Egyéb díjai
- 2008: Holland Filmfesztivál – Arany Borjú-díj (Holland Kultúr-díj)
- 2005: Sarasota Filmfesztivál – Életműdíj
- 2004: Montecatini Filmvideo-Nemzetközi Rövid Filmfesztivál – Életműdíj
- 1997: Rembrandt-díj – Közönség-díj
- 1981: Holland Filmfesztivál – Arany Borjú-díj (Eddigi munkásságáért)